# Distretto di Virundo
Il distretto di Virundo è un distretto del Perù nella provincia di Grau (regione di Apurímac) con 998 abitanti al censimento 2007 dei quali 898 urbani e 100 rurali.
È stato istituito il 12 giugno 1985.